# کپسول (دارو)

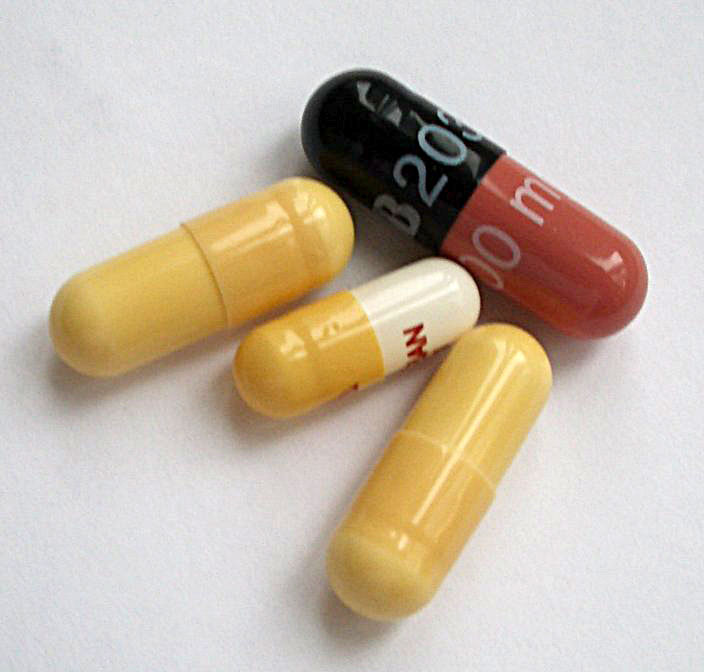

کپسول (به فرانسوی: Capsule) در داروشناسی در دو مورد به کار می‌رود:
1. غلافی حل‌شدنی معمولاً از ژلاتین، برای دربرگرفتن مقدار معینی از دارو
2. یکی از اشکال دارویی به صورت غلاف یا پوششی حل‌شدنی حاوی ماده دارویی

اغلب ایجاد شکل کپسول برای یک داروی خوراکی دو دلیل می‌تواند داشته باشد یا ممکن است ماده مؤثره دارو برای بخشهای ابتدایی دستگاه گوارش (به خصوص معده) مضر باشد مانند داروی پیروکسیکام، یا برعکس آنزیمهای معده موجب کاهش تأثیر دارو می‌شود لذا برای سالم رسیدن ماده مؤثره دارو به قسمت‌های پایین تر دستگاه گوارش از این روش استفاده می‌شود.
عموماً در مقایسه با قرصها ماده مؤثره بیشتری را می‌توان در کپسولها جای داد. بر حسب نوع ساخت، کپسولها به دو نوع سخت و نرم تقسیم می‌شوند. ژلاتین پوسته کپسول در آب سرد نامحلول است اما می‌تواند تا ده برابر وزن خود آب جذب کند. از این‌رو در مجاورت با مایعات دهان خیلی سریع نرم می‌شود و به همین دلیل بلع آن‌ها آسانتر از قرصها می‌باشد. ژلاتین در دمای ۳۷ درجه سانتیگراد ذوب می‌شود از این رو پس از بلعیده شدن در معده ژلاتین ذوب شده و ماده دارویی آن آزاد می‌شود. ژلاتین ذوب شده نیز هضم می‌شود.
کپسولها می‌توانند رطوبت محیط را به خود بگیرند لذا باید از قراردادن کپسولها در محیط مرطوب خودداری کرد زیرا علاوه بر تغییر شکل کپسول امکان ناپایدار شدن فراورده داخل کپسول نیز می‌باشد. همچنین در محیط خشک کپسول می‌تواند بسیار شکننده شود. کپسولها چنانچه در کنار هم قرار گیرند به یکدیگر می‌چسبند. حس نشدن بو و طعم دارو از مزایای کپسولها است. از کپسولهای سخت می‌توان به کپسول آموکسی‌سیلین و از کپسولهای نرم می‌توان به نیتروگلیسیرین و ویتامین A اشاره کرد.